# X-Files - Spiriti del male
X-Files - Spiriti del male (The X-Files: Goblins) è un romanzo thriller fantascientifico del 1996 scritto da Charles L. Grant. Il romanzo è liberamente ispirato dalla serie televisiva X-Files.

## Trama
Nella cittadina Gainsborough avvengono due inspiegabili omicidi e il colpevole viene descritto come uno "spirito". Data la mancanza di tracce nella scena del delitto, l'FBI per indagare sul caso invia gli agenti Fox Mulder, Dana Scully e le reclute Hank Webber e Licia Andrews. I quattro, dopo avere condotto un'indagine preliminare, riescono solo a scoprire che esiste un testimone del secondo omicidio, una donna con serie deficienze mentali. Durante una perlustrazione pomeridiana vengono assaliti dallo spirito con delle armi da fuoco. Dopo esserne usciti incolumi si rendono conto che gli assalitori erano due e scoprono che nella vicina base militare si stanno eseguendo esperimenti sul cambiamento di colore dell'epidermide umana. Dopo un primo momento di smarrimento, comprendono l'essenza dello spirito: in realtà si tratta di una persona che ha subito svariati trattamenti cancerogeni, rendendola in grado di cambiare il colore della propria pelle.
Mulder e Scully riescono a fermare il colpevole prima che possa commettere altri omicidi.

## Edizioni
- Charles L. Grant, X-Files - Spiriti del male, 1ª ed., Fanucci, 1996,  p. 257.